# Sempte várispánság
Sempte várispánság várszervezettel és várbirtokkal rendelkező várispánság volt, Sempte központtal. Valószínűleg a 11. században alapították. Ispánját 1177 körül említik először. Oklevelek említik az ispán helyetteseit – a curialis comes) és a hadnagyot – várnépeit, várföldjeit. IV. Béla 1261 előtt eladományozta, amivel megszűnt királyi várispánsági szerepe. IV. László rövid időre még életre keltette, de az 1270-es évek után végleg megszűnt. Várbirtokai a szomszédos vármegyék kezelésébe kerültek.